# ピッフェラーリ

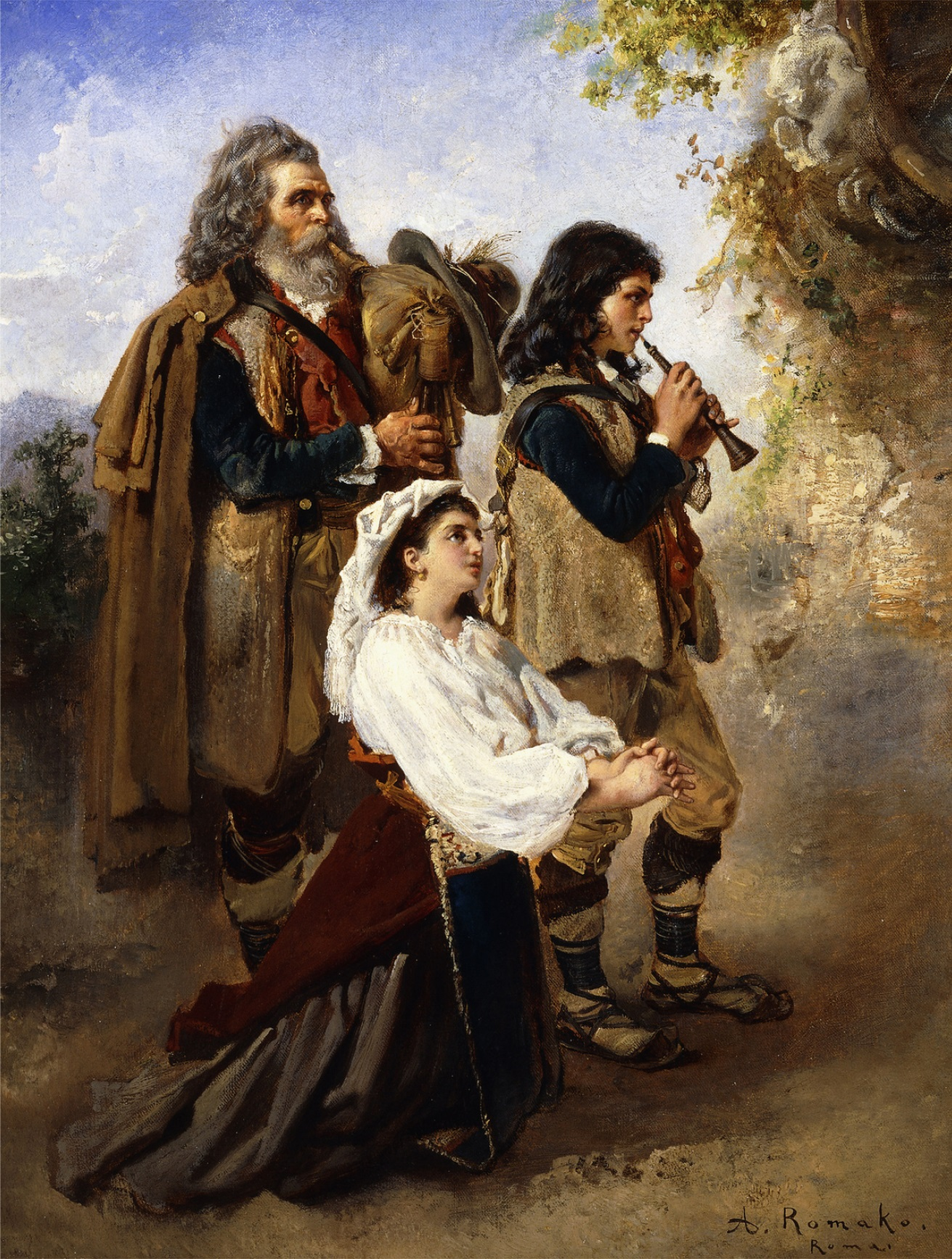
『祭壇の前のピッフェラーリ』（アントン・ロマコ画）

ピッフェラーリ（イタリア語: pifferari）は、クリスマスの時期にローマにやってきて、聖母マリア像の前で演奏した、カンパーニャ・ロマーナ出身の羊飼いたちのこと。
ピッフェラーリとして、羊飼いたちは降臨節にローマに出てきて、街角の聖母マリア像の前で、ピッフェロ（オーボエの一種）とザンポーニャ。バグパイプの一種）と単調な歌を演奏した。その歌ならびに形式は時代が古い。おのおのの歌の後にアダージョが続き、ピッフェロが甲高い音を発したところでそれは終わる。ピッフェラーリたちは一般に襟付きコートにとんがり帽子を着けた老人で、ザンポーニャを受け持ち、ピッフェロを吹く男の子を連れていた。ともにサンダルを履いていて、ローマでも絵画的な姿だった。ローマの人々の生活に欠かせなかったピッフェラーリはしばしば絵に描かれた。
作曲家エクトル・ベルリオーズは古代の羊飼いたちの音楽に刺激を受け、『聖母のためのひなびたセレナード』（Serenade agreste a la Madone sur le theme des pifferari romains H.98）を作曲した。